# Gibeauxiella
Gibeauxiella ist eine Gattung der Schmetterlinge aus der Familie der Prachtfalter (Cosmopterigidae).

## Merkmale
Der Kopf ist glatt beschuppt, das Nackenbüschel liegt am Kopf an. Die Fühler sind 3/4 so lang wie die Vorderflügel. Die Fühlergeißel ist einfach gebaut. Die Labialpalpen sind schlank und gestreckt. Das dritte Segment ist nach oben gewinkelt. Das zweite Segment ist 4/5 so lang wie das dritte. Die Vorderflügel sind lanzettlich, haben einen spitz zulaufenden Apex und Flecke mit leicht abstehenden Schuppen. Die Aderung ist vollständig ausgebildet. Die Adern R4 und R5 sind mit weniger als der Hälfte ihrer Länge gestielt. Die Hinterflügel sind etwas schmaler als die Vorderflügel und haben einen sehr spitzen Apex. Die Fransenschuppen sind anderthalb mal so lang wie die Hinterflügelbreite. Die Adern M2 und M3 sind verschmolzen, die Adern Cu1 und Cu2 sind kurz gestielt. Das 8. Abdominaltergit ist sklerotisiert, hat kurze laterale Ausbuchtungen und hinten einen ovalen Anhang (Lobus).
Bei den Männchen sind die Brachia nicht gleich lang, sondern das linke Brachium ist kürzer als das rechte. Das Tegumen ist ziemlich kurz und breit. Die Valven sind schlicht und kaum beborstet. Die Valvellae sind kurz und gerundet, die rechte Valvella ist länger als die linke. Ein weiteres Paar leicht asymmetrischer Fortsätze befindet sich zwischen dem Aedeagus und den Valven. Der Aedeagus ist kurz und gekrümmt, er verjüngt sich distal. Cornuti sind nicht vorhanden.
Die Genitalarmatur der Weibchen ist unbekannt.

## Verbreitung
Die Vertreter der Gattung Gibeauxiella sind in Europa in Frankreich beheimatet.

## Biologie
Die Biologie der Gattung ist unbekannt. Die Puppe der Typusart wurde in einem Baumpilz gefunden.

## Systematik
Die Gattung Gibeauxiella wurde wegen der Flügeladerung und der Genitalarmatur der Männchen zur Unterfamilie Antequerinae gestellt. Die beiden Arten der Gattung werden allerdings nur durch jeweils ein Exemplar repräsentiert, die beide am selben Tag und am gleichen Ort in Frankreich (Forêt de Fontainebleau) gefangen wurden. Die Herkunft der Gattung ist rätselhaft, da kaum angenommen werden kann, dass die beiden auffälligen Arten in einem sehr gut untersuchten Gebiet in Europa bisher unbemerkt geblieben sind. Möglicherweise wurden sie zufällig in das Fundgebiet eingeschleppt.
- Gibeauxiella bellaqueifontis (Gibeaux, 1986)
- Gibeauxiella genitrix (Meyrick, 1927)[3]
- Gibeauxiella reliqua (Gibeaux, 1986)